# Wilco Zuijderwijk
Wilco Zuijderwijk (* 2. Oktober 1969 in Den Helder) ist ein ehemaliger niederländischer Radrennfahrer und nationaler Meister im Radsport.

## Sportliche Laufbahn
Zuijderwijk war im Straßenradsport aktiv. Nach einigen Siegen in Straßenrennen (1988 fünf und 1989 15 Erfolge) in niederländischen Rennen hatte er seinen ersten internationalen Erfolg mit dem Sieg im Prolog der Ostschweizer Rundfahrt 1989. Zudem gewann er die nationale Meisterschaft im Mannschaftszeitfahren. 1990 war sein erfolgreichstes Jahr als Amateur. Er gewann die heimische Olympia’s Tour bei einem Etappensieg. In der Niedersachsen-Rundfahrt war er auf zwei Etappen siegreich. Im Mai des Jahres war er am Start der Internationalen Friedensfahrt und wurde als 71. klassiert. Kurz zuvor hatte er das Rennen Rund um den Henningerturm in der Amateurklasse gewonnen.
1991 wurde er Berufsfahrer im Radsportteam Buckler, das von Jan Raas geleitet wurde. Er gewann im ersten Profijahr den Grand Prix Jef Scherens. Nachdem die weitere Karriere wenig erfolgreich verlaufen war, beendete er 1993 seine Laufbahn als Profi und fuhr wieder in der Amateurklasse Radrennen. 1996 gewann er das Rennen Ster van Brabant und gewann den Prolog und eine Etappe der Olympia’s Tour.
1999 gewann er die niederländische Meisterschaft in der Einerverfolgung in der Eliteklasse und wurde auch Meister im Punktefahren (vor John den Braber). 2002 wurde erneut Meister im Punktefahren.